# Puchar Świata w narciarstwie dowolnym 1986/1987
Puchar Świata w narciarstwie dowolnym 1986/1987 rozpoczął się 8 grudnia 1986 we francuskim Tignes, a zakończył 27 marca 1987 we francuskim La Clusaz. Była to ósma edycja Pucharu Świata w narciarstwie dowolnym. Puchar Świata rozegrany został w 6 krajach i 9 miastach na 2 kontynentach. Najwięcej zawodów odbyło się we Francji, po 9 dla mężczyzn i kobiet.
Obrońcą Pucharu Świata wśród mężczyzn był Francuz Éric Laboureix, a wśród kobiet Szwajcarka Conny Kissling. W tym sezonie zarówno Laboureix jak i Kissling obronili tytuły wywalczone w poprzednim sezonie. Dla Kissling był to piąty tytuł z rzędu.

## Konkurencje
- AE = skoki akrobatyczne
- MO = jazda po muldach
- BA = balet narciarski
- KB = kombinacja

## Mężczyźni

### Kalendarz i wyniki
| Lp  | Data             | Miejsce      | Konkurencja | Zwycięzca          | 2. miejsce         | 3. miejsce         |
| 1.  | 8 grudnia 1986   | Tignes       | MO          | Tero Turunen       | Cooper Schell      | Éric Berthon       |
| 2.  | 9 grudnia 1986   | Tignes       | MO          | Martti Kellokumpu  | Éric Berthon       | Philippe Deiber    |
| 3.  | 11 grudnia 1986  | Tignes       | AE          | Didier Méda        | Lloyd Langlois     | Sonny Schönbächler |
| 4.  | 12 grudnia 1986  | Tignes       | BA          | Brak danych        | Lane Spina         | Richard Pierce     |
| 5.  | 12 grudnia 1986  | Tignes       | KB          | Éric Laboureix     | John Witt          | Chris Simboli      |
| 6.  | 9 stycznia 1987  | Mont Gabriel | BA          | Brak danych        | Richard Pierce     | Dave Walker        |
| 7.  | 10 stycznia 1987 | Mont Gabriel | MO          | Philippe Deiber    | Martti Kellokumpu  | Hans Engelsen Eide |
| 8.  | 11 stycznia 1987 | Mont Gabriel | AE          | Lloyd Langlois     | Didier Méda        | Jean-Marc Bacquin  |
| 9.  | 11 stycznia 1987 | Mont Gabriel | KB          | John Witt          | Éric Laboureix     | Chuck Martin       |
| 10. | 16 stycznia 1987 | Lake Placid  | MO          | Martti Kellokumpu  | Steve Desovich     | Éric Berthon       |
| 11. | 17 stycznia 1987 | Lake Placid  | AE          | Jean-Marc Rozon    | Lloyd Langlois     | Didier Méda        |
| 12. | 21 stycznia 1987 | Breckenridge | BA          | Brak danych        | Lane Spina         | Peter Malknecht    |
| 13. | 22 stycznia 1987 | Breckenridge | BA          | Lane Spina         | Peter Malknecht    | Chris Simboli      |
| 14. | 22 stycznia 1987 | Breckenridge | KB          | Éric Laboureix     | Chris Simboli      | John Witt          |
| 15. | 23 stycznia 1987 | Breckenridge | MO          | Philippe Deiber    | Hans Engelsen Eide | Éric Berthon       |
| 16. | 24 stycznia 1987 | Breckenridge | AE          | Lloyd Langlois     | Jean-Marc Rozon    | Didier Méda        |
| 17. | 24 stycznia 1987 | Breckenridge | KB          | Éric Laboureix     | Alain LaRoche      | Chris Simboli      |
| 18. | 30 stycznia 1987 | Calgary      | MO          | Steve Desovich     | Éric Berthon       | Nelson Carmichael  |
| 19. | 30 stycznia 1987 | Calgary      | BA          | Brak danych        | Chris Simboli      | Rune Kristiansen   |
| 20. | 1 lutego 1987    | Calgary      | AE          | Jean-Marc Rozon    | Kris Feddersen     | André Ouimet       |
| 21. | 1 lutego 1987    | Calgary      | KB          | Alain LaRoche      | John Witt          | Chuck Martin       |
| 22. | 21 lutego 1987   | Mariazell    | MO          | Steve Desovich     | Éric Berthon       | Éric Laboureix     |
| 23. | 22 lutego 1987   | Mariazell    | AE          | Jean-Marc Rozon    | Lloyd Langlois     | Sonny Schönbächler |
| 24. | 27 lutego 1987   | Voss         | BA          | Brak danych        | Lane Spina         | Dave Walker        |
| 25. | 28 lutego 1987   | Voss         | MO          | Hans Engelsen Eide | Martti Kellokumpu  | Éric Berthon       |
| 26. | 1 marca 1987     | Voss         | AE          | Lloyd Langlois     | Jean-Marc Rozon    | Kris Feddersen     |
| 27. | 1 marca 1987     | Voss         | KB          | John Witt          | Éric Laboureix     | Alain LaRoche      |
| 28. | 6 marca 1987     | Oberjoch     | BA          | Brak danych        | Lane Spina         | Dave Walker        |
| 29. | 7 marca 1987     | Oberjoch     | MO          | Steve Desovich     | Cooper Schell      | Éric Berthon       |
| 30. | 8 marca 1987     | Oberjoch     | AE          | Jean-Marc Rozon    | Lloyd Langlois     | Kris Feddersen     |
| 31. | 8 marca 1987     | Oberjoch     | KB          | Éric Laboureix     | John Witt          | Chris Simboli      |
| 32. | 23 marca 1987    | La Clusaz    | MO          | Martti Kellokumpu  | Edgar Grospiron    | Éric Berthon       |
| 33. | 25 marca 1987    | La Clusaz    | BA          | Brak danych        | Lane Spina         | Peter Malknecht    |
| 34. | 27 marca 1987    | La Clusaz    | AE          | Jean-Marc Rozon    | Lloyd Langlois     | Alain LaRoche      |
| 35. | 27 marca 1987    | La Clusaz    | KB          | Éric Laboureix     | John Witt          | Alain LaRoche      |

### Klasyfikacje
| Lp. | Zawodnik           | Punkty |
| --- | ------------------ | ------ |
| 1.  | Éric Laboureix     | 64     |
| 2.  | John Witt          | 53     |
| 3.  | Chris Simboli      | 51     |
| 4.  | Alain LaRoche      | 47     |
| 5.  | Chuck Martin       | 41     |
| 6.  | Robin Wallace      | 29     |
| 7.  | Jean-Marc Rozon    | 25     |
| 7.  | Hermann Reitberger | 25     |
| 9.  | Martti Kellokumpu  | 24     |
| 9.  | Lloyd Langlois     | 24     |
| 9.  | Lane Spina         | 24     |

| Lp. | Zawodnik           | Punkty |
| --- | ------------------ | ------ |
| 1.  | Jean-Marc Rozon    | 149    |
| 2.  | Lloyd Langlois     | 147    |
| 3.  | Didier Méda        | 138    |
| 4.  | Kris Feddersen     | 133    |
| 5.  | Jean-Marc Bacquin  | 128    |
| 6.  | André Ouimet       | 127    |
| 7.  | Sonny Schönbächler | 120    |
| 8.  | Alain LaRoche      | 115    |
| 8.  | Éric Laboureix     | 115    |
| 10. | Chris Simboli      | 108    |

| Lp. | Zawodnik           | Punkty |
| --- | ------------------ | ------ |
| 1.  | Martti Kellokumpu  | 166    |
| 2.  | Éric Berthon       | 164    |
| 3.  | Cooper Schell      | 153    |
| 4.  | Steve Desovich     | 151    |
| 5.  | Hans Engelsen Eide | 147    |
| 5.  | Nelson Carmichael  | 142    |
| 7.  | John Witt          | 117    |
| 8.  | Tero Turunen       | 109    |
| 9.  | Chuck Martin       | 107    |
| 10. | Örjan Hansson      | 106    |

| Lp. | Zawodnik           | Punkty |
| --- | ------------------ | ------ |
| 1.  | Hermann Reitberger | 150    |
| 2.  | Lane Spina         | 146    |
| 3.  | Dave Walker        | 135    |
| 4.  | Richard Pierce     | 130    |
| 5.  | Peter Malknecht    | 121    |
| 6.  | Rune Kristiansen   | 114    |
| 6.  | Hubert Sewald      | 114    |
| 8.  | Chris Simboli      | 111    |
| 9.  | Georg Fürmeier     | 110    |
| 10. | John Witt          | 107    |

| Lp. | Zawodnik          | Punkty |
| --- | ----------------- | ------ |
| 1.  | Éric Laboureix    | 89     |
| 2.  | John Witt         | 86     |
| 3.  | Alain LaRoche     | 79     |
| 4.  | Chris Simboli     | 76     |
| 5.  | Chuck Martin      | 74     |
| 6.  | Robin Wallace     | 63     |
| 7.  | Ginjiro Nakano    | 33     |
| 8.  | Stephan Schreiber | 26     |
| 9.  | Scott Ogren       | 21     |
| 10. | Chris Hatton      | 17     |

## Kobiety

### Kalendarz i wyniki
| Lp  | Data             | Miejsce      | Konkurencja | Zwycięzca           | 2. miejsce           | 3. miejsce           |
| 1.  | 8 grudnia 1986   | Tignes       | MO          | Raphaëlle Monod     | Silvia Marciandi     | Stine Lise Hattestad |
| 2.  | 9 grudnia 1986   | Tignes       | MO          | Silvia Marciandi    | Raphaëlle Monod      | Hayley Wolff         |
| 3.  | 11 grudnia 1986  | Tignes       | AE          | Carin Hernskog      | Catherine Lombard    | Sonja Reichart       |
| 4.  | 12 grudnia 1986  | Tignes       | BA          | Christine Rossi     | Conny Kissling       | Ellen Breen          |
| 5.  | 12 grudnia 1986  | Tignes       | KB          | Conny Kissling      | Meredith Gardner     | Anna Fraser          |
| 6.  | 9 stycznia 1987  | Mont Gabriel | BA          | Jan Bucher          | Christine Rossi      | Conny Kissling       |
| 7.  | 10 stycznia 1987 | Mont Gabriel | MO          | Hayley Wolff        | Raphaëlle Monod      | Stine Lise Hattestad |
| 8.  | 11 stycznia 1987 | Mont Gabriel | AE          | Carin Hernskog      | Catherine Lombard    | Sonja Reichart       |
| 9.  | 11 stycznia 1987 | Mont Gabriel | KB          | Conny Kissling      | Melanie Palenik      | Meredith Gardner     |
| 10. | 16 stycznia 1987 | Lake Placid  | MO          | LeeLee Morrison     | Liz McIntyre         | Hayley Wolff         |
| 11. | 17 stycznia 1987 | Lake Placid  | AE          | Catherine Lombard   | Sonja Reichart       | Carin Hernskog       |
| 12. | 21 stycznia 1987 | Breckenridge | BA          | Christine Rossi     | Jan Bucher           | Conny Kissling       |
| 13. | 22 stycznia 1987 | Breckenridge | BA          | Jan Bucher          | Conny Kissling       | Lucie Barma          |
| 14. | 22 stycznia 1987 | Breckenridge | KB          | Conny Kissling      | Anna Fraser          | Melanie Palenik      |
| 15. | 23 stycznia 1987 | Breckenridge | MO          | LeeLee Morrison     | Raphaëlle Monod      | Tatjana Mittermayer  |
| 16. | 24 stycznia 1987 | Breckenridge | AE          | Sonja Reichart      | Anna Fraser          | Maria Quintana       |
| 17. | 24 stycznia 1987 | Breckenridge | KB          | Conny Kissling      | Anna Fraser          | Melanie Palenik      |
| 18. | 30 stycznia 1987 | Calgary      | MO          | Raphaëlle Monod     | Conny Kissling       | Stine Lise Hattestad |
| 19. | 30 stycznia 1987 | Calgary      | BA          | Jan Bucher          | Christine Rossi      | Conny Kissling       |
| 20. | 1 lutego 1987    | Calgary      | AE          | Anna Fraser         | Andrea Amann         | Catherine Lombard    |
| 21. | 1 lutego 1987    | Calgary      | KB          | Conny Kissling      | Anna Fraser          | Melanie Palenik      |
| 22. | 21 lutego 1987   | Mariazell    | MO          | Conny Kissling      | Tatjana Mittermayer  | Stine Lise Hattestad |
| 23. | 22 lutego 1987   | Mariazell    | AE          | Maria Quintana      | Susanna Antonsson    | Catherine Lombard    |
| 24. | 27 lutego 1987   | Voss         | BA          | Christine Rossi     | Conny Kissling       | Jan Bucher           |
| 25. | 28 lutego 1987   | Voss         | MO          | Conny Kissling      | Lise Benberg         | Stine Lise Hattestad |
| 26. | 1 marca 1987     | Voss         | AE          | Carin Hernskog      | Maria Quintana       | Melanie Palenik      |
| 27. | 1 marca 1987     | Voss         | KB          | Conny Kissling      | Melanie Palenik      | Jilly Curry          |
| 28. | 6 marca 1987     | Oberjoch     | BA          | Jan Bucher          | Christine Rossi      | Conny Kissling       |
| 29. | 7 marca 1987     | Oberjoch     | MO          | Tatjana Mittermayer | Stine Lise Hattestad | Lise Benberg         |
| 30. | 8 marca 1987     | Oberjoch     | AE          | Sonja Reichart      | Melanie Palenik      | Susanna Antonsson    |
| 31. | 8 marca 1987     | Oberjoch     | KB          | Conny Kissling      | Anna Fraser          | Melanie Palenik      |
| 32. | 23 marca 1987    | La Clusaz    | MO          | Raphaëlle Monod     | Stine Lise Hattestad | Hayley Wolff         |
| 33. | 25 marca 1987    | La Clusaz    | BA          | Christine Rossi     | Jan Bucher           | Conny Kissling       |
| 34. | 27 marca 1987    | La Clusaz    | AE          | Sonja Reichart      | Hiroko Fujii         | Susanna Antonsson    |
| 35. | 27 marca 1987    | La Clusaz    | KB          | Conny Kissling      | Melanie Palenik      | Anna Fraser          |

### Klasyfikacje
| Lp. | Zawodniczka          | Punkty |
| --- | -------------------- | ------ |
| 1.  | Conny Kissling       | 33     |
| 2.  | Anna Fraser          | 20     |
| 3.  | Melanie Palenik      | 19     |
| 4.  | Christine Rossi      | 12     |
| 4.  | Jan Bucher           | 12     |
| 6.  | Sonja Reichart       | 11     |
| 6.  | Raphaëlle Monod      | 11     |
| 8.  | Carin Hernskog       | 10     |
| 8.  | Catherine Lombard    | 10     |
| 8.  | Susanna Antonsson    | 10     |
| 8.  | Stine Lise Hattestad | 10     |
| 8.  | Tatjana Mittermayer  | 10     |

| Lp. | Zawodniczka       | Punkty |
| --- | ----------------- | ------ |
| 1.  | Sonja Reichart    | 67     |
| 2.  | Carin Hernskog    | 63     |
| 2.  | Catherine Lombard | 63     |
| 4.  | Susanna Antonsson | 58     |
| 5.  | Maria Quintana    | 56     |
| 6.  | Anna Fraser       | 49     |
| 7.  | Melanie Palenik   | 43     |
| 8.  | Jodie Spiegel     | 31     |
| 9.  | Hiroko Fujii      | 29     |
| 10. | Conny Kissling    | 28     |

| Lp. | Zawodniczka          | Punkty |
| --- | -------------------- | ------ |
| 1.  | Raphaëlle Monod      | 77     |
| 2.  | Stine Lise Hattestad | 72     |
| 3.  | Conny Kissling       | 69     |
| 4.  | Tatjana Mittermayer  | 67     |
| 5.  | LeeLee Morrison      | 66     |
| 6.  | Hayley Wolff         | 64     |
| 7.  | Liz McIntyre         | 50     |
| 8.  | Rachel Savitt        | 39     |
| 9.  | Lise Benberg         | 31     |
| 10. | Renee Svardsjoe      | 26     |

| Lp. | Zawodniczka      | Punkty |
| --- | ---------------- | ------ |
| 1.  | Jan Bucher       | 70     |
| 1.  | Christine Rossi  | 70     |
| 3.  | Conny Kissling   | 63     |
| 4.  | Lucie Barma      | 52     |
| 5.  | Ellen Breen      | 46     |
| 6.  | Martien Nouwen   | 44     |
| 7.  | Betsy Reid       | 34     |
| 8.  | Krista Pettibone | 29     |
| 9.  | Anna Fraser      | 26     |
| 10. | Helene Bernet    | 17     |

| Lp. | Zawodniczka       | Punkty |
| --- | ----------------- | ------ |
| 1.  | Conny Kissling    | 48     |
| 2.  | Anna Fraser       | 40     |
| 3.  | Melanie Palenik   | 39     |
| 4.  | Jilly Curry       | 31     |
| 5.  | Meredith Gardner  | 13     |
| 6.  | Sachiyo Kamimura  | 8      |
| 7.  | Véronique Granier | 5      |
| 8.  | Julie Drieth      | 4      |
| 9.  | Nancy Wankling    | 3      |